# Ruta de los Monasterios de Valencia

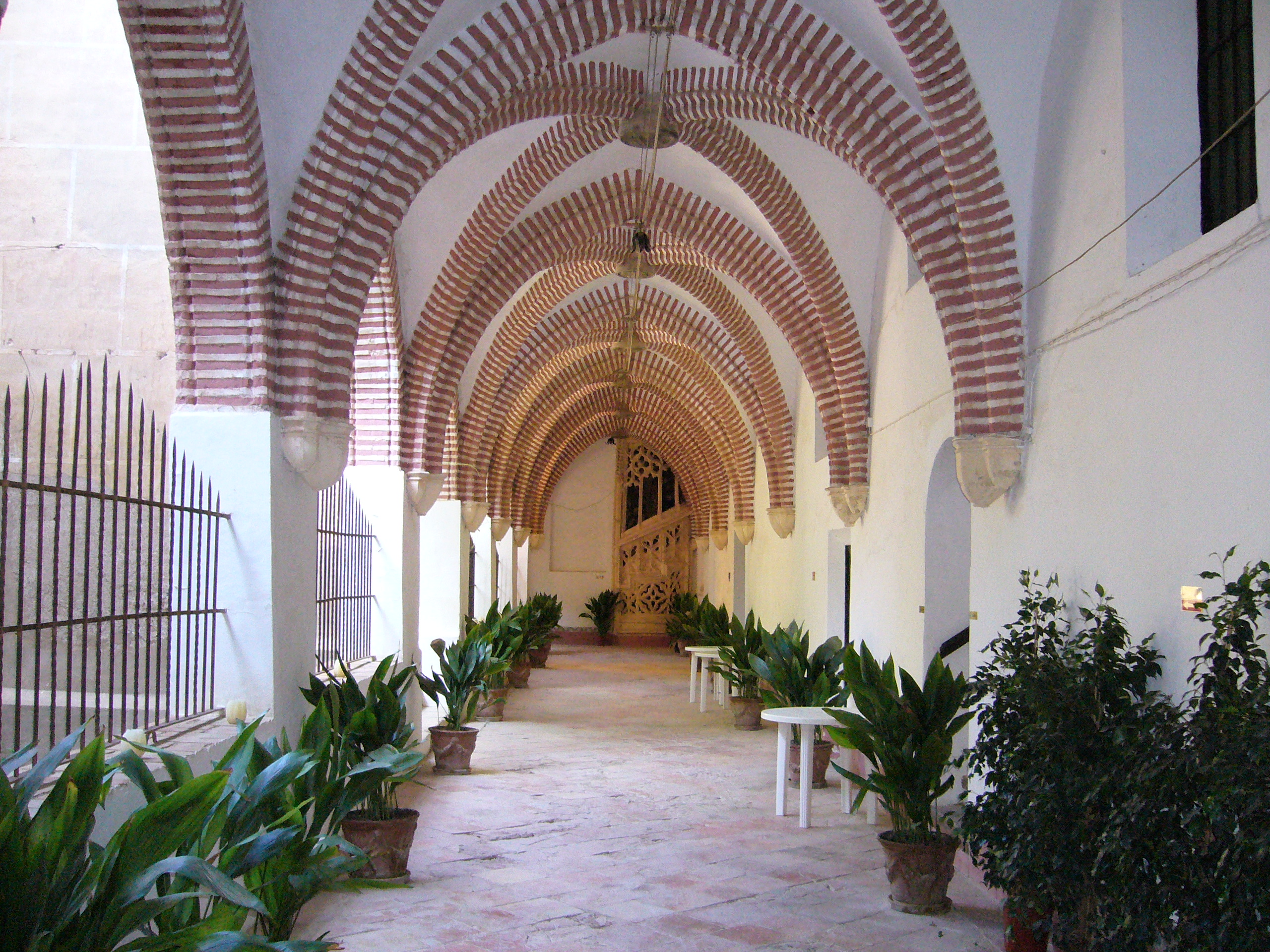
Claustro gótico-mudéjar del Monasterio de San Jerónimo de Cotalba, en Alfahuir, inicio de la Ruta de los Monasterios.

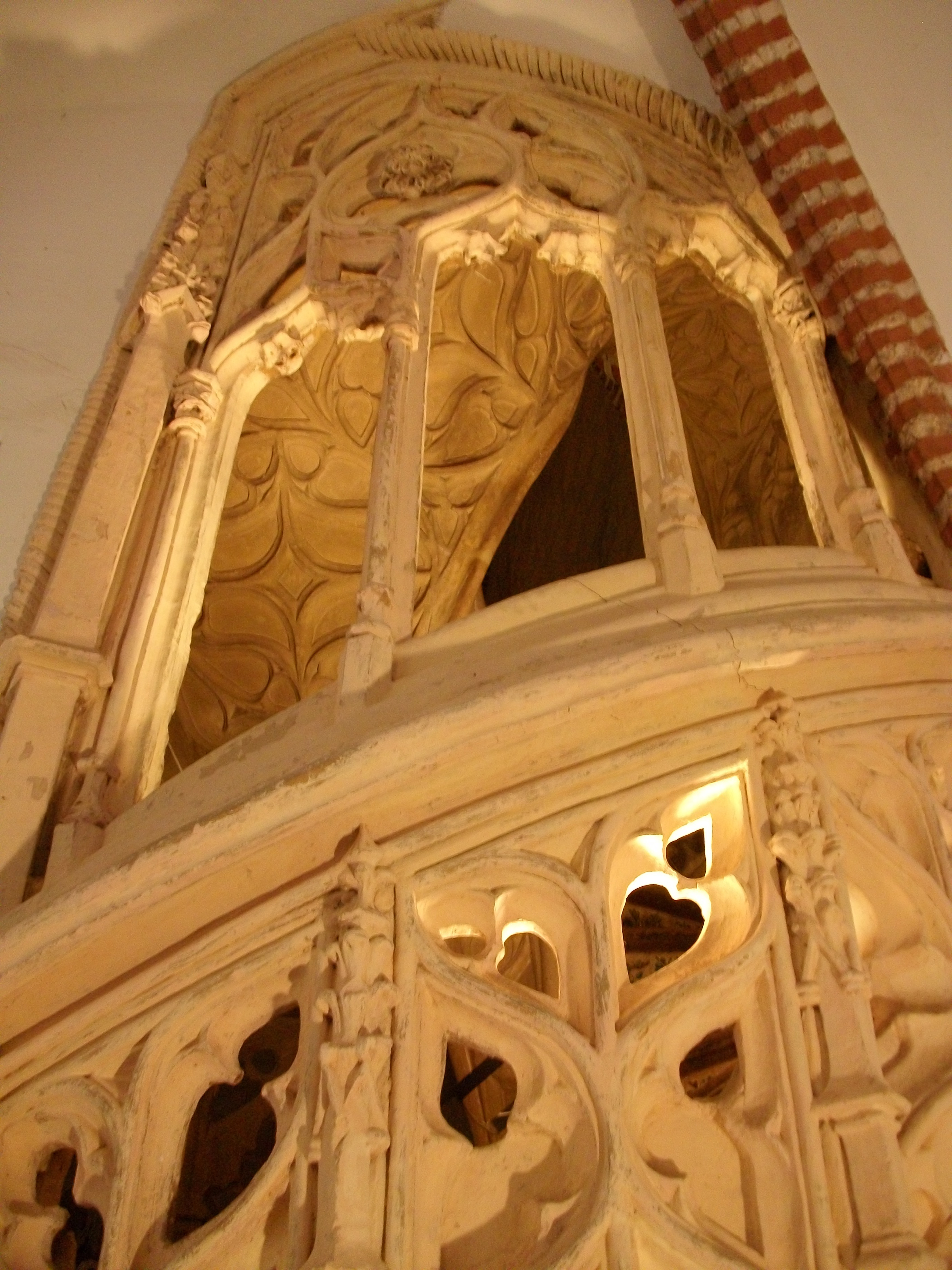
Escalera de estilo gótico valenciano en el Monasterio de San Jerónimo de Cotalba, obra de Pere Compte,

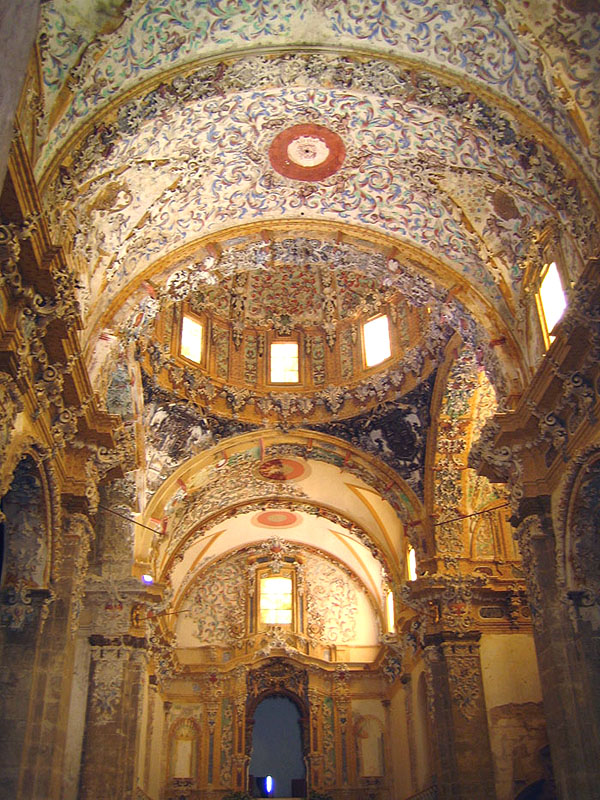
Iglesia del Monasterio de Santa María de la Valldigna, ubicado en Simat de Valldigna

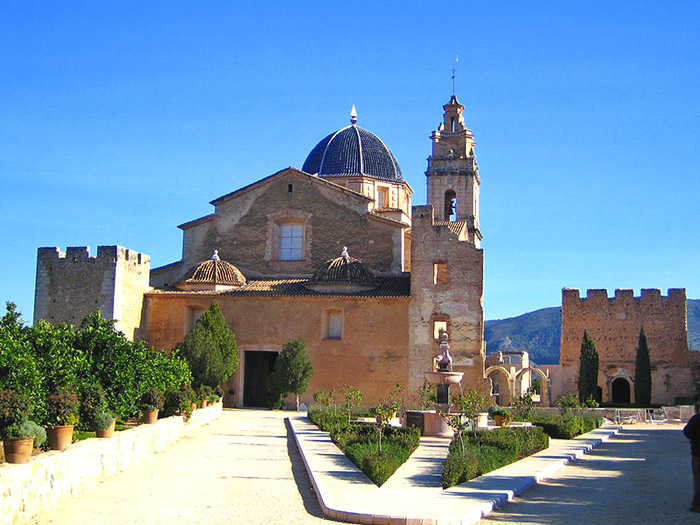
Vista general del Monasterio de Santa María de la Valldigna.

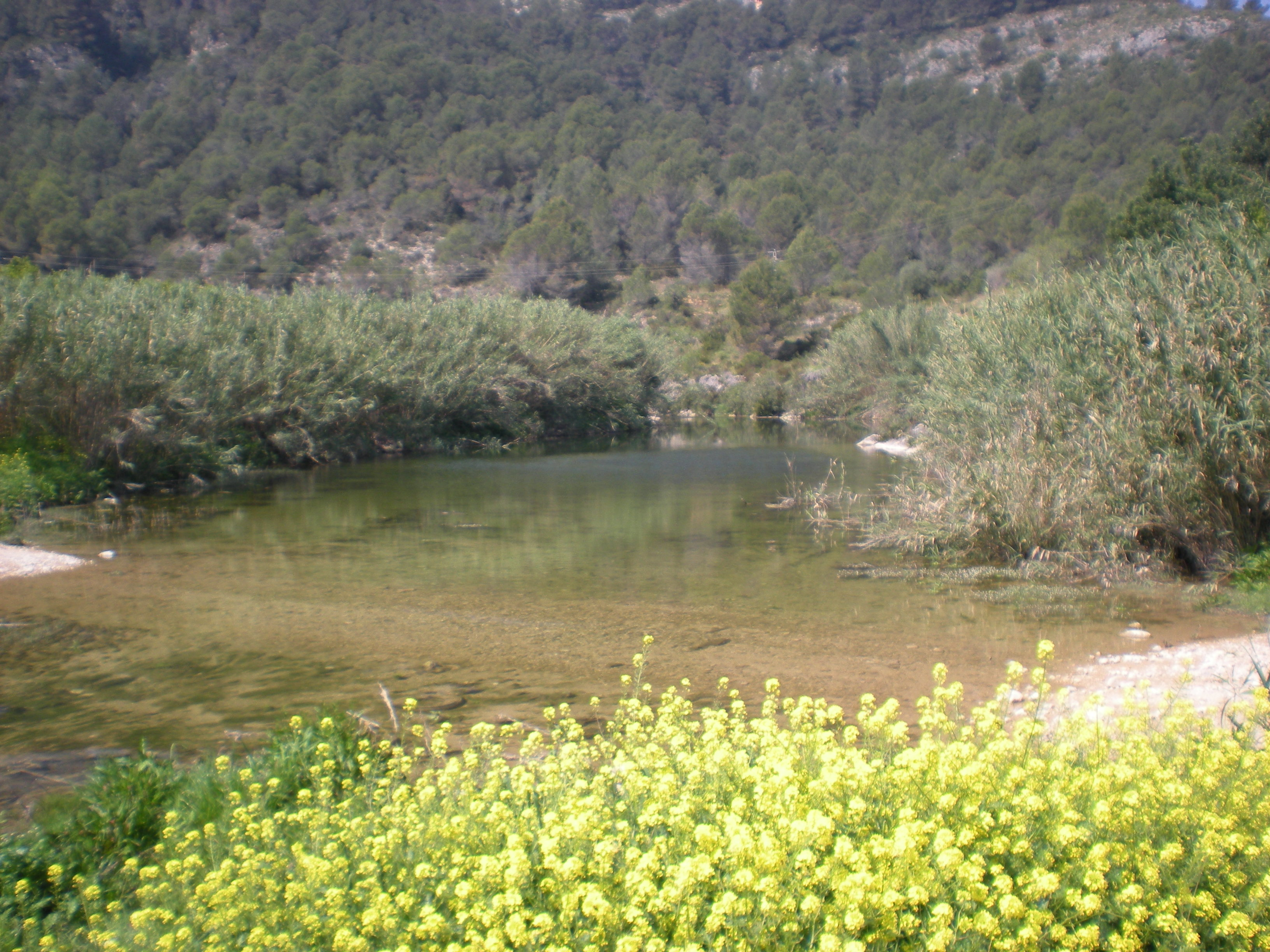
El Río Vernisa a su paso por Rótova y el Monasterio de San Jerónimo de Cotalba.

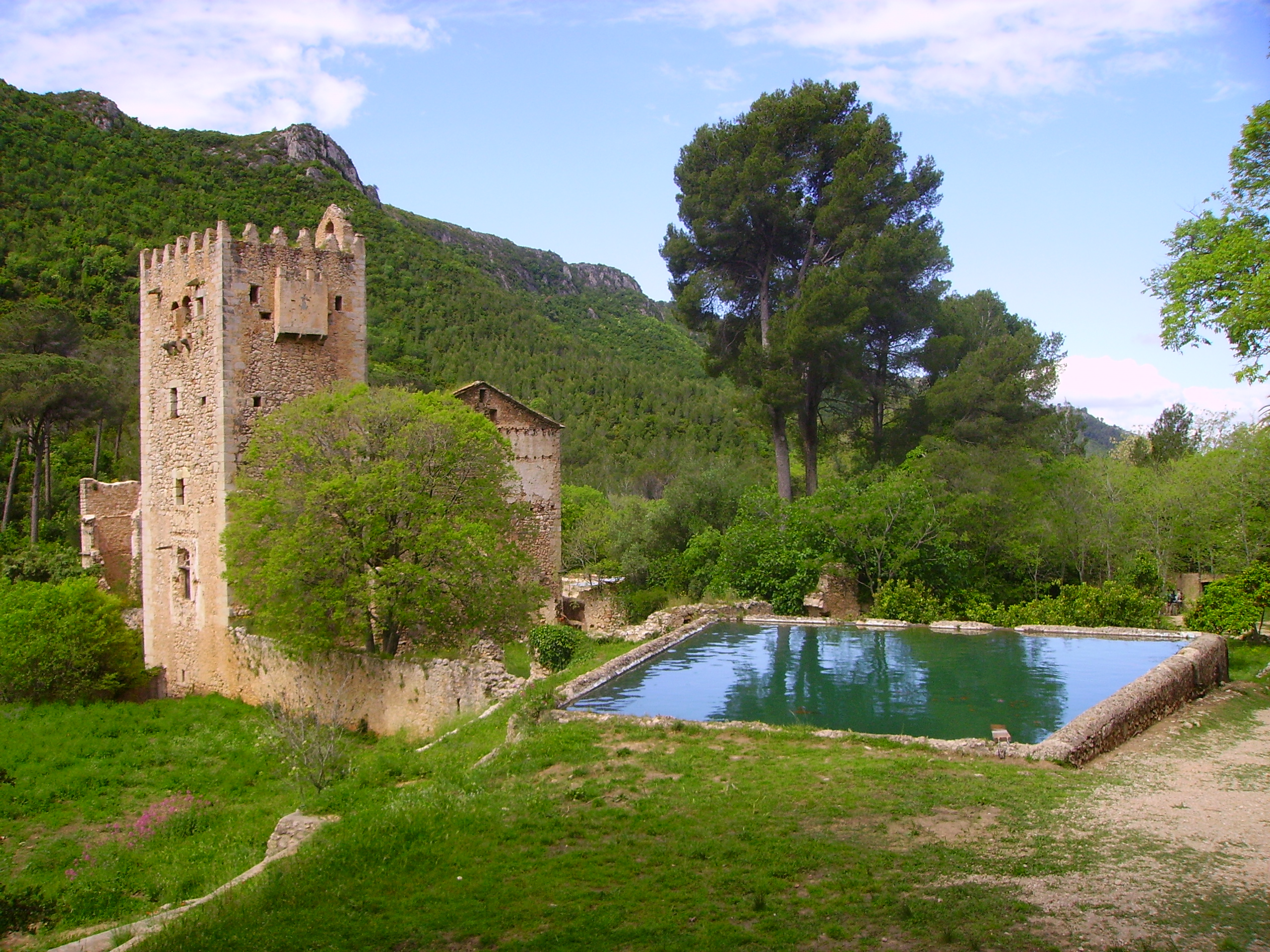
Vista del Monasterio de La Murta, en Alcira.

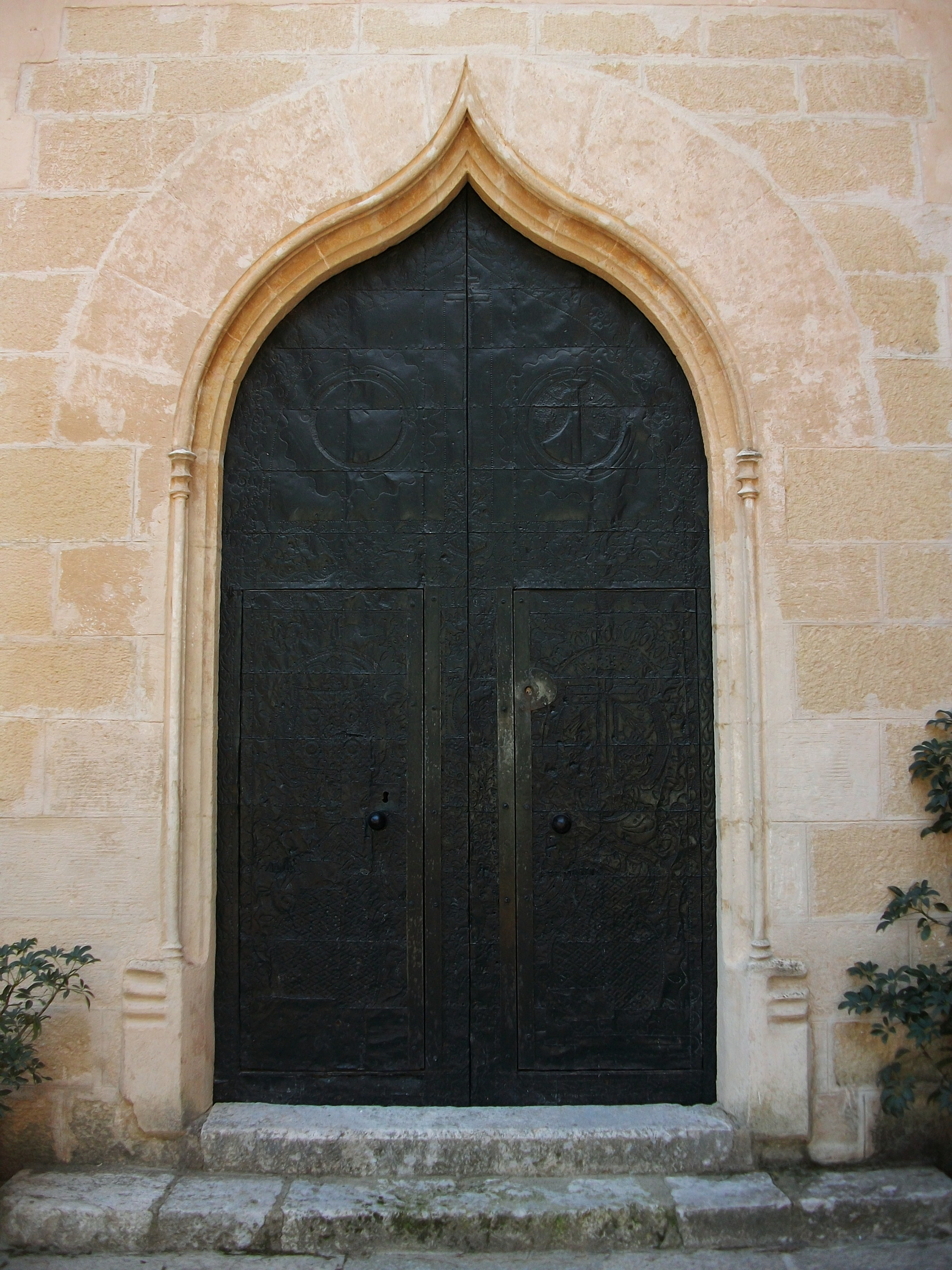
Puerta principal del Monasterio del Corpus Christi, en Luchente.

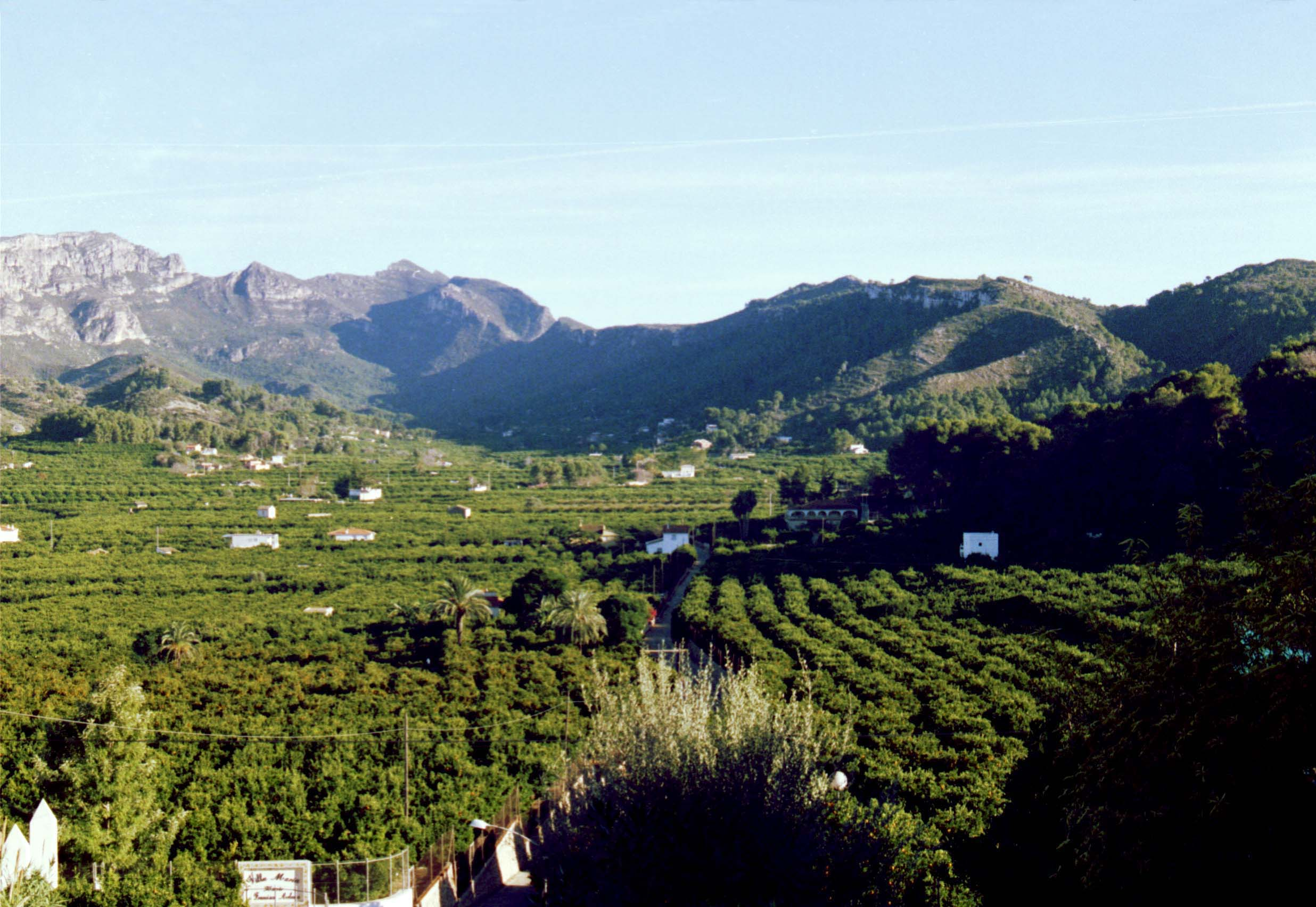
El valle de La Murta y la Casella, por el que transcurre la Ruta de los Monasterios.

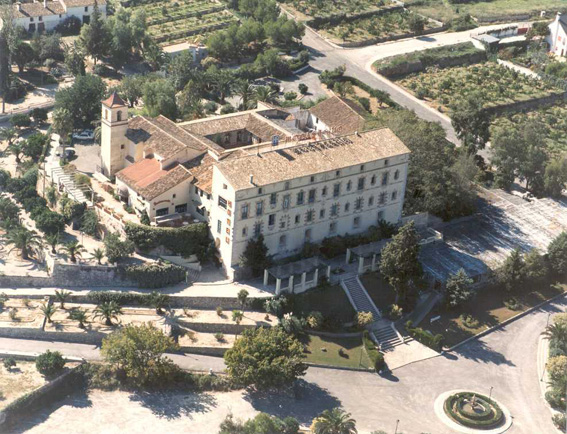
Panorámica del Monasterio de Aguas Vivas, ubicado en Carcagente.

La Ruta de los Monasterios de Valencia es un Sendero de Gran Recorrido (GR-236) y una ruta religiosa y cultural inaugurada en el año 2008. Esta ruta une cinco históricos monasterios todos ellos situados en las comarcas centrales de la Provincia de Valencia, España. A lo largo de 90 km. 
La ruta recupera antiguas sendas históricas medievales entre los monasterios, así como sendas de montaña, caminos reales y rurales y antiguas vías de ferrocarril. Tiene su comienzo en la ciudad de Gandía y finaliza en Alcira, atravesando las comarcas valencianas de la Safor, el Valle de Albaida y la Ribera Alta.

## Los Monasterios
La Ruta de los Monasterios de Valencia comprende la visita a los siguientes monasterios, todos enclavados en la provincia de Valencia, con el siguiente orden de visita:
- Monasterio de San Jerónimo de Cotalba, en Alfahuir: Fundado en 1388 por Alfonso de Aragón el Viejo, se encuentra a solo 8 km de Gandía. Es una de las construcciones monásticas más notables de la Comunidad Valenciana, hecho que se ve acentuado por la gran diversidad estilística del conjunto, en donde destaca por su especial singularidad su claustro gótico-mudéjar, uno de los pocos ejemplos de arte mudéjar de la Comunidad Valenciana. El Monasterio fue centro espiritual y cultural de la corte del Ducado de Gandía y de la comarca de La Safor. Posteriormente, en el siglo XVI, el monasterio tendrá la protección de la familia Borja.

- Monasterio del Corpus Christi, en Luchente: Tiene sus orígenes en una ermita del siglo XIII que fue renovada en el siglo XVIII. La construcción de este monasterio está vinculada al "Milagro de los Corporales" que, según la tradición, ocurrió en este lugar en el siglo XIII. El monasterio presenta edificaciones de diferentes épocas, comenzándose a levantar a partir del siglo XIV.

- Monasterio de Santa María de la Valldigna, en Simat de Valldigna: Fue fundado por Jaime II de Aragón en 1298. Sus dependencias se adecuan al modelo tipo del Císter, con dos puntos neurálgicos: la iglesia y el claustro, alrededor de los cuales giraba toda la vida del monasterio. Rodrigo de Borja y su hijo César fueron abades de este edificio conventual. En él destacan especialmente la puerta real, el cenobio, la sala capitular y el claustro y el palacio del abad.

- Monasterio de Aguas Vivas, en Carcagente: Sus orígenes se remontan al siglo XIII, aunque el actual edificio fue construido durante los siglos XVI y XVII con estilos gótico y barroco, si bien el ala norte fue concluida en el siglo XVIII. El monasterio perteneció a la orden de los agustinos y custodiaba la imagen de la Virgen de Aguas Vivas, patrona de la ciudad de Carcagente (Valencia).

- Monasterio de La Murta, en Alcira: Antiguo cenobio de la orden de los jerónimos situado en el Valle de La Murta, vinculado históricamente a la familia del Embajador Vich. Nació bajo la protección del importante Monasterio de San Jerónimo de Cotalba, cuyo prior, Fray Dómingo Lloret, y un grupo de monjes fueron enviados a Alcira en 1401. En 1989 fue adquirido por el Ayuntamiento de la ciudad y desde 1995 se encuentra en fase de recuperación y restauración tanto el convento-fortaleza como su entorno y reserva natural protegida.

## Itinerarios
La ruta puede realizarse a través de cuatro itinerarios específicos y diferenciados: 
- A pie, por la senda de Gran Recorrido GR-236, acondicionada y señalizada para la práctica del senderismo.
- En coche.
- En bicicleta de montaña, adaptada y señalizada específicamente para la práctica de BTT.
- A caballo, por el trazado IE-001 señalizado y homologado por la Real Federación Hípica Española (RFHE).

Todos los itinerarios son diferentes y no discurren exactamente por los mismos municipios; pero todos los trazados pasan por todos y cada uno de los monasterios.

### La Ruta GR-236
| Identificador | Denominación                        | Recorrido | Itinerarios                                   |
| ------------- | ----------------------------------- | --- | --------------------------------------------- |
| GR-236        | Ruta de los Monasterios de Valencia | Gandía - Almoines - Beniarjó - Beniflá - Palma de Gandía - Monasterio de San Jerónimo de Cotalba - Rótova - Alfahuir - Almiserat - Castillo de Vilella - Luchente - Monasterio del Corpus Christi - Castillo de Xio - Pinet - Bárig - Simat de Valldigna - Monasterio de Santa María de la Valldigna - Benifairó de la Valldigna - Monasterio de Aguas Vivas - La Barraca de Aguas Vivas - Monasterio de La Murta - Alcira | - A pie - Coche - Bicicleta (BTT) - A caballo |

#### Itinerario a pie
El itinerario a pie discurre por la senda de Gran Recorrido GR-236 homologada por la Federación Valenciana de Montañismo. El GR-236 es el código internacional del trazado a pie de la Ruta de los Monasterios. Recorre 17 municipios de la provincia de Valencia a lo largo de antiguas sendas históricas medievales como el Paso del Pobre, sendas de montaña, caminos reales y rurales y antiguas vías de ferrocarril.
El GR-236 empieza en la estación de Renfe de Gandía y finaliza en la estación de Alcira pasando por los siguientes monasterios y en este orden:
- 1 Monasterio de San Jerónimo de Cotalba
- 2 Monasterio del Corpus Christi
- 3 Monasterio de Santa María de la Valldigna
- 4 Monasterio de Aguas Vivas
- 5 Monasterio de La Murta

La Ruta de los Monasterios a pie requiere de 2 a 4 jornadas dependiendo de la distancia que se desee realizar cada día. Existe una senda principal (3-4 días) y otro recorrido que acorta la senda (2-3 días), pero en esta última se queda sin visitar el Monasterio del Corpus Christi de Luchente.

#### Señalización GR-236
La senda GR-236 se encuentra muy bien señalizada a lo largo de todo su recorrido y solo es necesario prestar atención a las señales que el peregrino o excursionista se encontrará a lo largo del camino. Todas las señales se encuentran en buen estado ya que la ruta se inauguró en el año 2008.
El sendero está perfectamente señalizado de principio a fin, desde la estación de RENFE de Gandía hasta la Estación de RENFE de Alcira. Hay postes indicativos en las bifurcaciones problemáticas con señales de ubicación (indican donde te encuentras) y de dirección (indican el tiempo y la distancia hasta el siguiente pueblo o Monasterio). Son blancas y rojas y todas llevan el código del sendero (GR-236). Cada 40-50 metros hay marcas de pintura en el suelo (2 líneas paralelas; blanca la de arriba y roja la de abajo). Cuando el sendero atraviesa un casco urbano entonces desaparecen las marcas de pintura y aparecen placas metálicas de 10 x 10 cm. colocadas también en el suelo, con el logotipo de la Ruta de los Monasterios y una flecha que indica la dirección a seguir.

#### Itinerario Principal
- Recorrido: 75 km
- Duración: 3-4 días
- Inicio: Estación de Renfe de Gandía.
- Fin: Estación de Renfe de Alcira.

El Itinerario principal del GR-236 atraviesa las siguientes poblaciones:
- 1-Gandía
- 2-Almoines
- 3-Beniarjó-Beniflá
- 4-Palma de Gandía
- 5-Monasterio de San Jerónimo de Cotalba
- 6-Rótova
- 7-Alfahuir
- 8-Almiserat
- 9-Castillo de Vilella
- 10-Luchente
- 11-Monasterio del Corpus Christi
- 12-Castillo de Xio
- 13-Pinet
- 14-Bárig
- 15-Simat de Valldigna
- 16-Monasterio de Santa María de la Valldigna
- 17-Benifairó de la Valldigna
- 18-Monasterio de Aguas Vivas
- 19-La Barraca de Aguas Vivas
- 20-Monasterio de La Murta
- 21-Alcira

#### Itinerario Corto
- Recorrido: 55 km
- Duración: 2-3 días
- Inicio: Estación de Renfe de Gandía.
- Fin: Estación de Renfe de Alcira.

El GR-236 se divide en dos en la entrada del Monasterio de San Jerónimo de Cotalba y se une de nuevo a unos 500 m antes de entrar en el municipio de Bárig. 
El Itinerario corto del GR-236 recorre los siguientes municipios:
- 1-Gandía
- 2-Almoines
- 3-Beniarjó-Beniflá
- 4.Palma de Gandía
- 5-Monasterio de San Jerónimo de Cotalba
- 6-Marchuquera
- 7-La Drova
- 8-Bárig
- 9-Simat de Valldigna
- 10-Monasterio de Santa María de la Valldigna
- 11-Benifairó de la Valldigna
- 12-Monasterio de Aguas Vivas
- 13-La Barraca de Aguas Vivas
- 14-Monasterio de La Murta
- 15-Alcira

### Itinerario en coche
Todos los vehículos pueden recorrer toda la Ruta por carretera, excepto los autobuses de 50 personas en adelante. Para este tipo de autobuses, el Puerto de Bárig y el de La Drova resultan peligrosos. En este caso sería recomendable cambiar el recorrido de Gandía a Simat de Valldigna por la N-332 y más tarde por la carretera CV-50. El ramal principal del GR-236 atraviesa los siguientes cascos urbanos y en el siguiente orden:
- 1 Monasterio del Corpus Christi
- 2 Luchente
- 3 Benicolet
- 4 Monasterio de San Jerónimo de Cotalba
- 5 Gandía
- 6 Marchuquera
- 7 La Drova
- 8 Bárig
- 9 Simat de Valldigna
- 10 Monasterio de Santa María de la Valldigna
- 11 Convento de Aguas Vivas
- 12 La Barraca de Aguas Vivas
- 13 Alcira
- 14 Monasterio de La Murta

### Itinerario en bicicleta (BTT)
Respecto al trazado de la Ruta en bicicleta de montaña (BTT), se trata de una ruta circular de 123 km con punto de inicio y regreso en la ciudad de Alcira (Valencia). A lo largo de todo el recorrido cuenta con una señalización específica y un trazado especial adaptado para BTT. Este trazado recorre un total de 22 municipios, incluyendo 3 municipios que no están en el resto de trazados, concretamente Jeresa, Jaraco y Tabernes de Valldigna. 
El trazado por carretera resulta peligroso para recorrerlo en bicicleta. Los siguientes tramos del trazado por carretera del GR-236 se pueden hacer también en bicicleta:
- Gandía-Almoines-Beniarjó-Palma de Gandía-Monasterio de San Jerónimo de Cotalba-Rótova-Alfahuir-Almiserat.
- Luchente-Convento del Corpus Christi.
- Simat de Valldigna-Monasterio de la Valldigna-Convento de Aguas Vivas-Barraca de Aguas Vivas.
- Monasterio de la Murta-Alcira-Estación Renfe de Alcira.

### Itinerario a caballo IE-001
Se trata del primer itinerario de estas características homologado en España por la Real Federación Hípica Española (RFHE) y su códice es el IE-001. Es el primer itinerario de España y el segundo de Europa en ser homologado como ruta ecuestre.
La ruta ecuestre sigue prácticamente el mismo recorrido que la ruta a pie pero con algunos cambios, pensados para adecuarse mejor al paso de los caballos.
La ruta a caballo empieza en el Monasterio de San Jerónimo de Cotalba, en plena naturaleza, y no en Gandía. Recorre más de 80 km hasta el Monasterio de la Murta de Alcira, y añade la visita a la localidad de Benicolet. La señalización es de color ocre e incorpora señales donde se indica, aparte del camino a seguir, dónde se encuentra los establos, apeaderos y otros elementos para el cuidado de los caballos. 
Para la implantación de esta señalización se ha seguido el modelo europeo y la ruta ha servido de patrón para el resto de rutas ecuestres homologadas de España.

## El Paso del Pobre
El "Pas del Pobre" es el tramo final de la Ruta de los Monasterios y uno de los más emblemáticos de todo el recorrido. El senderista disfrutará de espectaculares panorámicas de los valles de Aguas Vivas, la Murta y la Casella, antes de llegar al final de la ruta, en Alcira y el Monasterio de la Murta. El motivo de su existencia fue la proximidad de tres cenobios: el Monasterio de la Valldigna, el Convento de Aigües Vives y el Monasterio de la Murta. 
Durante la Edad Media el hombre concebía la estancia en la tierra como una peregrinación a la eternidad, de manera que la costumbre de visitar lugares sagrados era frecuente. Los monasterios eran también buenos lugares para comer o pernoctar, y los transeúntes procuraban la atención de sus hospederías, bien regentadas por los monjes. A lo largo del año acudían por esta senda multitud de pobres pidiendo la caridad y el cuidado de los bendecidos frailes, de ahí el nombre de “Pas del Pobre”. Esta senda histórica ha sido recuperada, revalorizando así la importancia natural y cultural de la Ruta de los Monasterios.

## Credenciales
La "Ruta de los Monasterios de Valencia" cuenta con sus propias credenciales para los peregrinos y excursionistas, que se cuñan a lo largo de los diferentes monasterios, para acreditar su visita. Se pueden recoger en la Oficina de Turismo de Gandía. Esta credencial acredita la salida desde la Estación de RENFE de Gandía hasta la llegada a Alcira, el final de la Ruta.

## Información turística
- Información Turística de Gandía

Avda. Marqués de Campo s/n 46701 Gandía (Valencia) Telf 96 287 77 88  www.visitgandia.com
- Oficina de Turismo de Rótova

Plaza Mayor 7 - 46725 Rótova (Valencia)  Telf 96  283 53 16
- Información Turística de Tabernes de Valldigna

Avda. Marina s/n  46760 Tabernes de Valldigna (Valencia)  Telf 96 288 52 64 www.valldignaturisme.org
- Información Turística de Carcagente

C/ Marquesa de Montortal, 54 - 46740 Carcagente (Valencia) Tel. 96 245 76 67  www.turismecarcaixent.es
- Información Turística de Alcira

Pl. del Reino  46600 Alcira (Valencia)  Telf 96 241 95 51  www.alzira.es 
- Oficina de Turismo de Simat de Valldigna

Paseo 9 de Octubre, s/n 46750 Simat de Valldigna (Valencia) Telf 96 281 09 20

### La Ruta
- Wikimedia Commons alberga una categoría multimedia sobre Ruta de los Monasterios de Valencia.
- La Ruta de los Monasterios de Valencia (Diputación de Valencia)
- Información en la Federación Valenciana de Deportes de Montaña y Escalada (FEMECV)
- La Ruta en el Portal de Turismo de la Comunidad Valenciana
- Mapas e itinerarios de la Ruta de los Monasterios
- La Ruta por etapas y mapas
- La Ruta en la web de Turismo de Gandía
- Portal del Monasterio de San Jerónimo de Cotalba
- La ruta a caballo o en bicicleta permite conocer el cenobio de Sant Jeroni
- Etapas de la Ruta en pdf, Ayuntamiento de Alzira Archivado el 3 de marzo de 2016 en Wayback Machine.
- Ruta de los Monasterios en la Real Federación Hípica Española

### Los Monasterios
- Monasterio de San Jerónimo de Cotalba
- Monasterio de Santa María de la Valldigna

- Portal:Arquitectura. Contenido relacionado con Arquitectura.
- Portal:Comunidad Valenciana. Contenido relacionado con Comunidad Valenciana.
- Portal:Catolicismo. Contenido relacionado con Catolicismo.

- Datos: Q777023
- Multimedia: Route of the Monasteries of Valencia / Q777023